# هانا باربرا
شرکت هانا باربِرا پروداکشنز (به انگلیسی: Hanna-Barbera Productions, Inc.) یک شرکت تولید انیمیشن است که در سال ۱۹۴۴ توسط سازندگان تام و جری و کارمندان سابق مترو گلدوین مایر انیمیشن یعنی ویلیام هانا و جوزف باربرا تأسیس شد.
از معروفترین تولیدات این استودیو می توان ماجراهای هاکلبری هاوند، ماجراهای یوگی خرسه، عصر حجر، تاپ کت، جتسون ها، جانی کوئست، مسابقات دیوانه وار، اسکوبی دو کجایی و اسمورف ها را نام برد که خیلی از آن ها در صدا و سیما پخش شده است. همچنین این شرکت ۸ جایزه امی برنده شده و یک ستاره هم در پیاده‌روی مشاهیر هالیوود دارد.
در سال ۱۹۶۶ شرکتی به نام تافت برادکستینگ این استودیو را خریداری کرد. در دهه ۱۹۸۰ که سودآوری کارتون ها کاهش یافته بود، ثروت هانا باربرا کم شد. در سال ۱۹۹۱، ترنر برادکستینگ سیستم آن را از تافت برادکستینگ خریداری کرد و از کارتون ها و فرنچایز های آن برای پخش در شبکهٔ کارتون نت‌ورک استفاده کرد. ترنر برادکستیگ بعداً در سال ۱۹۹۶ با تایم وارنر (وارنر مدیا کنونی) ادغام شد.
پس از مرگ ویلیام هانا (بنیان گذار هانا باربرا) در سال ۲۰۰۱، هانا باربرا جذب برادران وارنر انیمیشن شد. از زمان تعطیلی استودیو، برادران وارنر مشغول ساخت کارتون ها و برنامه هایی هستند که بر اساس تولیدات کلاسیک هانا باربرا است و حتی لوگوی این شرکت در برخی پویانمایی های خاص نمایش داده می شود. 

## تاریخچه

### تام و جری و تولد استودیو (۱۹۳۹-۱۹۵۷)

ویلیام هانا و جوزف باربرا، بنیانگذاران استودیو و سازندگان تام و جری، یوگی خرسه، عصر حجر و موارد دیگر

ویلیام دِبنی «بیل» هانا، اهل ملروسِ نیومکزیکو و جوزف رولاند «جو» باربرا، که یک نیویورکی با اصالت ایتالیایی بود، برای اولین بار در استودیو مترو گلدوین مایر (ام‌جی‌ام) در سال ۱۹۳۷ ملاقات کردند. هنگام کار در بخش انیمیشن ام‌جی‌ام با وجود اینکه هر دو از اوایل دهه ۱۹۳۰ در استودیوهای دیگر کار کرده بودند اما این مشارکت تا شش دهه دیگر تثبیت شد. اولین کارتون آن‌ها با هم که نامزد جایزه اسکار شد، "گربه بیرون می شود" نام داشت با گربه ای به نام جاسپر و موشی بی نام، در سال ۱۹۴۰ منتشر شد و به عنوان اولین پیش زمینه ای برای ساخت تام و جری به وجود آمد.
هانا ۲۰ سال به عنوان کارگردان فیلم های کوتاه فعالیت می کرد، در حالی که باربرا مشغول نوشتن داستان ها و پیش تولید بود. هفت کارتون بین سالهای ۱۹۴۳ تا ۱۹۵۳ موفق به دریافت ۷ جایزه اسکار برای بهترین پویانمایی کوتاه شد و ۱۲ فیلم دیگر نامزد جایزه شدند؛ هر چند که آقای فرد کوئیمبی با این که در این زمینه خیلی فعالیت نداشت جایزه را برد.: 83–84  دیگر پروژه های ساخته شده در مترو گلدوین مایر شامل صحنه هایی در فیلم لنگرها را بکشید و هنگام خیس شدن خطرناک است که تام و جری در آن ها حضور داشتند، گالوپین گالس، غاز به جنوب می رود، افسر پوچ، سگ های جنگی و صلح در زمین که پس از جنگ جهانی دوم با نام اراده خوب برای مردان بازسازی شد.
با بازنشستگی کوئیمبی هانا و باربرا ترفیع گرفتند و به تهیه کنندگان استودیوی انیمیشن مترو گلدوین مایر رسیدند و بخش انیمیشن را گسترده تر کردند. اما با ظهور تلویزیون، ام‌جی‌ام تصمیم گرفت بخش کارتونی خود را تعطیل کند تا تمرکزش را بیش تر بر روی تلویزیون بگذارد. هانا و باربرا در حالی که به آینده خود فکر می کردند، شروع به تولید تبلیغات تلویزیونی انیمیشنی کردند.
آن ها سال پیش این اتفاق، ایدهٔ یک سگ و گربه و ماجراهای آن ها را پیشنهاد کردند. اما آن ها نتوانستند ام‌جی‌ام که رئیسشان بود را متقاعد کنند و در نتیجه با جرج سیدنی، که قبلاً با آن ها کار کرده بود، تصمیم به ساخت یک شرکت مستقل به کمک اسکرین جمز که متعلق به کلمبیا پیکچرز بود، گرفتند. با با پرتاب سکه مشخص شد که هانا در نامگذاری استودیوی جدید اولویت دارد. هری کوهن، رئیس کلمبیا پیکچرز، ۱۸ درصد مالکیت شرکت جدید که مؤسسه های اِچ-بی (H-B Enterprises) نام داشت را در اختیار داشت.
اسکرین جمز به عنوان توزیع کننده استودیوی جدید انتخاب شد و کار های مربوط به خرید و فروش حقوق شخصیت ها در اختیار او بود. شرکت کارتونی این دو نفر در ۷ ژوئیهٔ ۱۹۵۷، یک سال پس از تعطیلی استودیوی انیمیشن ام‌جی‌ام، رسماً برای تجارت در دفاتر اجاره ای در استودیوهای کلینگ (استودیوهای چارلی چاپلین سابق) افتتاح شد. سیدنی، چند نفر از اسکرین جمز عضو هیئت مدیره بودند و افرادی هم از استودیوی ام‌جی‌ام به پیش آن ها آمده بودند.

### موفقیت با انیمیشن های سیتکام (۱۹۵۷-۱۹۶۹)
مؤسسه های اِچ-بی اولین استودیوی بزرگ انیمیشن سازی بود که منحصرا برای تلویزیون برنامه تهیه می کرد. همچنین اولین نمایش تلویزیونی آن ها با عنوان ماجراهای راف و ردی ۱۴ دسامبر ۱۹۷۵ در شبکهٔ ان‌بی‌سی نمایش داده شد. ماجراهای هاکلبری هاوند در ۲۹ سپتامبر ۱۹۵۸ در سندیکا به نمایش درآمد. به علاوه هانا باربرا در مجموعه ای جدید از کارتون هایش هاکلبری هاند، پیکسی و دیکسی و آقای جینکس و یوگی خرسه را معرفی کرد و اولین مجموعه انیمیشنی بود که برنده جایزه امی شد.
در سال ۱۹۵۹، مؤسسه های اِچ-بی مجدداً به نام شرکت هانا باربرا پروداکشنز (Hanna-Barbera Productions, Inc.) تغییر نام داد و از آن پس به آرامی در تولید انیمیشن تلویزیونی پیشرو شد. همچنین ماجراهای کوئیک درا مک‌گرا و تنها مجموعه کوتاه آن به نام لولی دِ لوپ در همان سال ادامه یافت. در اوت ۱۹۶۰، این شرکت به ساختمان ۳۵۰۱ بلوار کاهونگا غربی که حتی پنجره هم نداشت نقل مکان کرد  و بخاطر کوچکی ساختمان بسیاری از کارمندان در خانه مشغول کار بودند.
عصر حجر براساس فیلمی به نام ماه عسلی ها برای اولین بار در سال ۱۹۶۰ در شبکهٔ ای‌بی‌سی پخش شد. این سریال در یک عصر تخیلی از انسان های غارنشین و دایناسورها ساخته شد. این نمایش به مدت شش فصل اجرا شد و تبدیل به طولانی ترین نمایش پویانمایی آمریکایی در آن زمان (تا زمان شکست سیمپسون ها در ۱۹۹۷) شد. در ابتدا نظرات متفاوتی از منتقدان دریافت کرد، اما شهرت آن بالاخره بهبود یافت و اکنون به عنوان یک فیلم کلاسیک در نظر گرفته می شود.

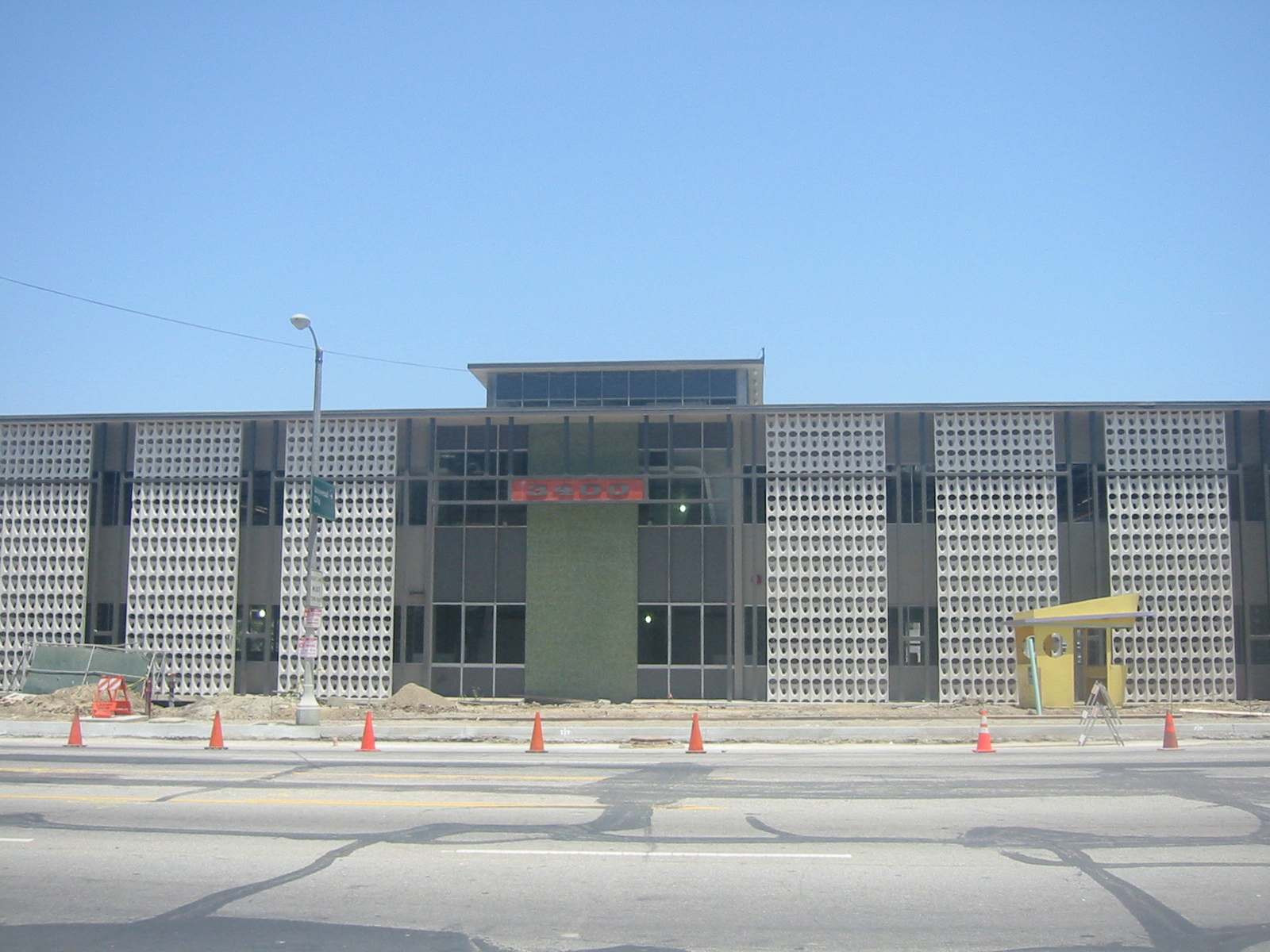
دفترمرکزی تخریب شدهٔ هانا باربرا در بلوار کاهونگا

در سال ۱۹۶۳، دفترمرکزی هانا باربارا به ۳۴۰۰ بلوار کاهونگا غربی منتقل شد. طراحی فوق مدرن آن شامل مشبک نمای بیرونی، خندق، چشمه ها و برجی شبیه به خانهٔ جتسون ها بود بود. در سال ۱۹۶۴، برنامه های جدیدتری مثل نمایش گوریل ماژیلا، نمایش پیتر پوتاموس و جانی کوئست آمدند. مورچه اتم، سنجاب مخفی و سنباد جونیور و کمربند جادویی اش در سال ۱۹۶۵ پخش شدند. مشارکت هانا باربرا و اسکرین جمز تا سال ۱۹۶۵ ادامه یافت تا اینکه هانا باربرا فروش استودیوی خود را به تافت برادکستینگ اعلام کردند.
خرید هانا باربرا توسط تافت به دلیل شکایت برخی از خانواده هری کان (رئیس کلمبیا پیکچرز) که احساس می کردند سهم ۱۸ درصدیشان به اندازه ارزشش فروخته نمی شود، یک سال به تاخیر افتاد. در سال ۱۹۶۶، با پخش جدید برنامه های هانا باربرا، سرانجام دعوا حل و فصل شد و هانا باربرا به قیمت ۱۲ میلیون توسط تافت برادکستیگ خریداری شد. تافت برنامه های هانا باربرا را از سال ۱۹۶۷ تا ۱۹۶۸ توزیع کرد.
هانا باربرا با این که هنوز به کارش ادامه می داد اما مجوز توزیع مربوط به کارتون هایی که قبلا توسط هانا باربرا ساخته شده بود، به همراه نام تجاری در اختیار اسکرین جمز بود. تعدادی سریال کارتونی مانند بچه های فضایی، نمایش کارتونی ابوت و کاستلو، بردمن و نگهبانان کهکشان، هرکولیودس، چهار شگفت انگیز، موبی دیک و مایتی مایتور و سامسون و گولایت در سال ۱۹۶۷ توسط هانا باربرا ساخته شد.
در سال ۱۹۶۸ پس از موفقیت مسابقات دیوانه وار، تکه های موز، ماجراهای گالیور، ماجراهای تازه هاکلبری فین، خطرات پنه لوپه پیت استاپ و داستاردلی و ماتلی در ماشین‌های پرنده‌شان به وجود آمدند. همچنین این استودیو دارای یک برچسب ضبط موسیقی به نام هانا باربرا رکوردز بود که سرپرستی آن به عهدهٔ دنی هاتون بود و توزیع آن توسط کلمبیا رکوردز صورت می گرفت؛ البته قبل از این برچسب از برچسب کولپیکس رکوردز استفاده می شد.

### داستان های معمایی، اسپین آف ها و دیگر موارد (۱۹۶۹-۱۹۷۹)
در سال ۱۹۶۹ نویسندگان روبی و اسپیرز اسکوبی دو کجایی! که ترکیبی از فیلم های من عاشق یک راز هستم و عاشقان زیاد دوبی گیلیس و ژانر معمایی، ماجراجویی و کمدی داشت را برای شبکهٔ سی‌بی‌اس آماده کردند. داستان اسکوبی دو شامل چهار نوجوان می شد که به کمک یک سگ معما ها را کشف و حل می کنند. پس از موفقیت این سریال، مجموعه ها و اسپین‌آف های زیادی مانند فیلم های جدید اسکوبی دو، نمایش اسکوبی دو و اسکوبی دو و اِسکِرَپی دو به علاوه تعدادی فیلم دیگر در دهه ۱۹۹۰ پخش شدند.
پس از آن هانا باربرا که دیگر به عنوان "جنرال موتورزِ صنعت انیمیشن" شناخته می شد  براساس الگوی اسکوبی سریال های بیش تری درباره نوجوانان کاشف به همراه یک سگ تولید کرد.
نمایش شو پیبلز و بم بم در سال ۱۹۷۱ شخصیت های عصر حجر را به تلویزیون برگرداند و باعث ساخت سریال هایی مخصوص درباره عصر حجر با نام های ساعت کمدی عصر حجر و نمایش جدید فرد و بارنی شد. همچنین سریال های جدیدی درباره هاکلبری هاوند و یوگی خرسه با نام های دارودسته یوگی، لاف-ا-لمپیکس، مسابقه فضایی یوگی، کهکشان گوگولی ساخته شد در حالی که سریالی با نام نمایش تام و جری تولید می شد.
روبی و اسپیرز زمانی که به عنوان ریاست شبکهٔ ای‌بی‌سی منصوب شدند با هانا باربرا وارد یک قرار داد شدند و قرارداد تا قبل از ساخت شرکت مستقل رابی-اسپیرز با فیلم‌ویز پابرجا بود. در سال ۱۹۷۹ تافت برادکستینگ، شرکتی به نام مؤسسه های ورلدویژن را خریداری کرد تا توزیع کنندهٔ هانا باربرا باشد. این اتفاق در دهه ها ۱۹۷۰ و ۱۹۸۰ افتاد تا این که ورلدویژن به شرکتی به نام شرکت سولو پروداکشنز تبدیل شد.

### دوران اسمورف ها و کاهش تسلط (۱۹۸۰-۱۹۹۱)
هانا باربرا به رهبری مارک لِوُی، در سال ۱۹۷۹، مدتها قبل از سایر استودیوهای انیمیشن، توسعه سیستم کامپیوتری جوهر و رنگ را آغاز کرد. این فرایند به دور زدن بسیاری از کارهای وقت گیر نقاشی و عکاسی از سل کمک کرد و در یک سوم برنامه های هانا باربرا از سال ۱۹۸۴ تا ۱۹۹۶ اجرا شد. همچنین قسمت های جدید ابردوستان، اسکوبی دو و اسکرپی دو، فونز و دارودستهٔ روز های شادی، ریچی ریچ و نمایش کمدی عصر حجر پخش شدند.
تافت شرکت رابی-اسپیرز را از فیلم‌ویز خریداری کرد (که بعداً با اوریون پیکچرز ادغام شد) ، و آن را به استودیوی خواهری برای هانا باربرا تبدیل کرد. در حالی که هانا باربرا به تولید سریال های تلویزیونی صبح شنبه، می پرداخت اما بر دیگر بازار های سریال تلویزیونی مسلط نبود و محبوبیت محصولات آن در بین کودکان از ۸۰٪ به ۲۰٪ کاهش یافت.
اسمورف ها، اقتباسی از کمیک های پیر کاللیفورد (معروف به پیو) بود که داستان آن براساس چند موجود آبی کوچک بخ رهبری بابا اسمورف بود. این سریال در ۹ فصل در شبکه ان‌بی‌سی پخش شد و تبدیل به طولانی ترین کارتون صبح شنبه آن زمان شد.
پس از اعتصاب انیمیشن در سال ۱۹۸۲، ساخت بیشتر نمایش های هانا باربرا به استودیوهای خارجی مثل استودیوهای ونگ فیلم پروداکشنز، مستر بیگ کارتونز، توئی انیمیشن و فیل-کارتونز در استرالیا و آسیا تا آخر وجود هانا باربرا سپرده شد. اسرار جدید اسکوبی دو، سرزمین دریایی، چالش گو بات ها، پلنگ صورتی و پسران، ابرقدرت ها: نمایش افسانه ای ابرقدرت ها، تیم ابرقدرت ها: نگهبانان کهکشان، ۱۳ روح اسکوبی دو، شکار گنج یوگی، گلتار و لنس طلایی و پاو پاوز و قسمت هایی از خانواده جتسون ها هم از سال ۱۹۸۴ تا ۱۹۸۵ پخش شدند.
تافت برادکستینگ که مشلات مالی اش بر هانا باربرا تأثیر می گذاشت، توسط گروه مالی آمریکایی خریداری شد و آن به بعد به نام گریت آمریکن برادکستینگ (Great American Broadcasting) تغییر نام داد.
گریت آمریکن، ورلدویژن را به تلویزیون آرون اسپلینگ فروخت اما مجوز استفاده از فیلم های هانا باربرا به دست خودشان باقی ماند. تام روگر که تهیه کننده هانا باربرا بود، در ژانویه ۱۹۸۹ با برادران وارنر تماس گرفت تا بخش انیمیشن خود را دوباره تأسیس کند. روگر، به همراه چند نفر از همکارانش، در آن زمان، هانا باربرا را ترک کردند تا برنامه های جدیدی مانند ماجراهای تاینی تون و یاکو و واکو را در برادران وارنر پیکچرز توسعه دهند. دیوید کرشنر که بخاطر تهیه کنندگی بازی بچگانه و یک دم آمریکایی شناخته می شود بعدا ها به عنوان مدیرعامل هانا باربرا منصوب شد.
در سال ۱۹۹۰، تحت مدیریت کرشنر، استودیو بدراک پروداکشنز، واحدی برای فیلم ها و نمایش های مختلف را تشکیل داد، در حالی که گریت آمریکن هانا باربرا را به همراه روبی اسپیرز به فروش گذاشت.

### خرید توسط ترنر، کارتون نت‌ورک، و ادغام در انیمیشن برادران وارنر (۱۹۹۱-۲۰۰۱)
در سال ۱۹۹۱، ترنر برادکستینگ سیستم، ام‌سی‌ای کورپوریشن، هالمارک کاردز و دیگر شرکت های بزرگ رسانه تقاضای خرید این شرکت را کردند. سرانجام هر دو استودیوی هانا باربرا توسط ترنر برادکستینگ سیستم و صندوق سرمایه گذاری آپولو به قیمت ۳۲۰ میلیون دلار خریداری شد. در واقع ترنر با این کار می خواست که با خرید این شرکت، شبکهٔ کارتونی جدیدی برای خودش بسازد.
اسکات ساسا، مدیر جدید سرگرمی، پس از منصوب شدن به این مقام مدیران سابق ام تی‌وی نتورکس در هانا باربرا اسختدام شدند و در سال ۱۹۹۲، پس از تغییر نام به اچ-بی پروداکشن کمپانی (H-B Production Company)، استودیو سریال های جدیدی مانند پلیس ماهی، کاپیتول کریترز و خانواده آدامز را معرفی کرد.
ترنر در ۱۹۹۲ کارتون نت‌ورک که اولین کانالی بود که ۲۴ ساعته تمام کارتون پخش می کرد، را راه اندازی کرد تا کارتون هایی که به تازگی مجوز پخششان را از هانا باربرا خریده را پخش کند.  در سال ۱۹۹۳، استودیو دوباره نام خود را دوباره تغییر داد اما هنوز با همان نام قبلی شرکت هانا باربرا پروداکشنز شناخته می شد. چندی بعد ترنر باقی سهام را از صندوق سرمایه گذاری آپولو به قیمت ۲۵۵ میلیون دلار خریداری کرد.

گالری شرمن اوکس در سال ۲۰۰۲. ساختمانی که هانا باربرا و برادران وارنر انیمیشن از سال ۱۹۹۸ تا ۲۰۰۱ در آن قرار داشتند.

جه کارتونی! یک سری فیلم کوتاه از کارگردانان داخلی هانا باربرا بود که منحصراً برای کارتون نت‌ورک ساخته شده بود. چندین سریال از چه کارتونی! شکل گرفت که شامل آزمایشگاه دکستر، جانی براوو، گاو و مرغ و پف پفی ها می شدند. در سال ۱۹۹۶، تایم وارنر با ترنر برادکستینگ سیستم ادغام شد.
در سال ۱۹۹۸، دفتر مرکزی به شرمن اوکسِ لس آنجلس، جایی که برادران وارنر انیمیشن در آن سکونت داشت، منتقل شد. پس از جذب شدن هانا باربرا در انیمیشن برادران وارنر، به کوشش برایان آ. میلر و  جنیفر پلفری، استودیوهای کارتون نت‌ورک تشکیل شد و دفترمرکزی اش به بربنکِ کالیفرنیا منتقل شد. ویلیام هانا در ۲۲ مارس ۲۰۰۱ بر اثر سرطان گلو درگذشت.
دفترمرکزی هانا باربرا در بلوار کاهونگا، پس از خروج آن ها علیرغم تلاش جوزف باربرا و دیگران برای حفظ آن، با تخریب مواجه شد. در ماه مه ۲۰۰۴، شورای شهر لس آنجلس طرحی را برای حفظ دفتر مرکزی تأیید کرد، هر چند که اجازه توسعه خرده فروشی و مسکونی در محل صادر شد.

### پروژه های جدید بر اساس فیلم های قدیمی (۲۰۰۱-تاکنون)

لوگویی که از سال ۲۰۰۱ توسط برادران وارنر برای اشاره به هانا باربرا و تولیداتش استفاده می شود.

پس از جذب استودیو در برادران وارنر انیمیشن به تولید محصولات جدید بر اساس فیلم های قدیمی هانا باربرا ادامه داشت. همچنین جوزف باربرا در ساخت فیلم های جدید با سبک و ظاهر کلاسیک هانا باربرا کمک می کرد. سرانجام دومین بنیان گذار (جوزف باربرا) هم در ۹۵ سالگی در تاریخ ۱۸ دسامبر ۲۰۰۶ فوت کرد.
برادارن وارنر بعد ها چندین فیلم بر اساس ساخته های هانا باربرا از جمله یوگی خرسه در سال ۲۰۱۰، تاپ‌کت: فیلم در سال ۲۰۱۱، تعدادی سریال بر اساس اسکوبی دو و ساخت اسکوب در سال ۲۰۲۰ که گروه انیمیشن وارنر وظیفهٔ ساخت ان را به عهده گرفته است. گروه انیمیشن وارنر همچنین در حال ساخت یک فیلم درباره جتسون ها، عصر حجر و یک فیلم درباره مسابقات دیوانه وار  به علاوهٔ تعدادی فیلم دیگر.
در ۷ آوریل ۲۰۲۱، استودیوهای کارتون نت‌ورک اروپا اعلام کرد که برای زنده نگه داشتن نام هانا باربرا به استودیوهای هانا باربرا اروپا تغییر نام می دهد.

## مجموعه‌های تلویزیونی
نمایش‌های تلویزیونی :
- نمایش راف و رِدی (۱۹۵۷)
- نمایش هاکلبری هاوند (۱۹۵۸)
- نمایش کوئیک درا مک‌گرا (۱۹۵۹)
- فلینتستون‌ها (۱۹۶۰)، در ایران: عصر حجر
- نمایش یوگی خرسه (۱۹۶۱)
- تاپ کت (۱۹۶۱)، ایران: گربهٔ استثنایی
- جتسون‌ها (۱۹۶۲)
- نمایش ماگیلا گوریل (۱۹۶۴)
- جانی کوئست (۱۹۶۴)
- نمایش پیتر پوتاموس (۱۹۶۴)
- مورچهٔ اتمی، سنجاب مخفی (۱۹۶۵)
- سنباد جونیور و کمربند جادویی‌اش (۱۹۶۵)
- لورل و هاردی کارتونی (۱۹۶۶)
- فرانکنشتاین جونیور و غیرممکن‌ها (۱۹۶۶)
- روح فضایی و دینو بوی (۱۹۶۶)
- بچه‌های فضایی (۱۹۶۶)
- ما منهتن را خواهیم ‌گرفت (۱۹۶۷)
- نمایش کارتونی ابوت و کاستلو (۱۹۶۷)
- بردمن و نگهبانان کهکشان (۱۹۶۷)
- هرکولیودس (۱۹۶۷)
- شِزن (۱۹۶۷)
- چهار شگفت‌انگیز (۱۹۶۷)
- موبی دیک و مایتی مایتور (۱۹۶۷)
- سامسون و گولایت (۱۹۶۷)
- یوگی و دوستان (۱۹۶۷)
- بانانا اسپلیتز (۱۹۶۸)
- ماجراهای گالیور (۱۹۶۸)
- ماجراهای تازهٔ هاکلبری فین (۱۹۶۸)
- مسابقات دیوانه‌وار (۱۹۶۸)
- خطرات پنه‌لوپه پیت‌استاپ (۱۹۶۹)
- داستاردلی و ماتلی در ماشین‌های پرنده‌شان (۱۹۶۹)، در ایران: ماشین‌های پرنده
- گربه‌های کاتانوگا (۱۹۶۹)
- اسکوبی-دو، کجایی!؟ (۱۹۶۹)
- هادلز کجاست؟ (۱۹۷۰)
- هارلم گلوبتراترز (۱۹۷۰)
- جوزی و پوسی‌کت‌ها (۱۹۷۰)
- نمایش پیبلز و بم-بم (۱۹۷۱)
- کمک!... این دارودستهٔ خرس مو است! (۱۹۷۱)
- فانتوم بدبو (۱۹۷۱)
- چان شگفت‌انگیز و قبیلهٔ چان (۱۹۷۲)
- صبرکن تا پدرت به خانه برگردد (۱۹۷۲)
- ساعت کمدی فلینتستون (۱۹۷۲)
- تعطیلات رومی (۱۹۷۲)
- سیلب ۲۰۲۰ (۱۹۷۲)
- فیلم‌های جدید اسکوبی-دو (۱۹۷۲)
- جوزی و پوسی‌کت‌ها در فضا (۱۹۷۲)
- اسپید باگی (۱۹۷۳)
- بوچ کسیدی و ساندنس کید (۱۹۷۳)
- دارودستهٔ یوگی (۱۹۷۳)، در ایران: یوگی و دوستان
- اَبَردوستان (۱۹۷۳)
- گوبر و شکارچیان ارواح (۱۹۷۳)
- اینچ بلند، چشم خصوصی (۱۹۷۳)
- جینی (۱۹۷۳)
- خانوادهٔ آدامز (۱۹۷۳)
- فوئی هنگ کنگ (۱۹۷۴)
- دِولین (۱۹۷۴)
- خانوادهٔ کبک ۲۲۰۰ آی.دی. (۱۹۷۴)
- خانوادهٔ دِی (۱۹۷۴)
- درهٔ دایناسورها (۱۹۷۴)
- ویلی و دستهٔ چاپر (۱۹۷۴)
- نمایش جدید تام و جِری، گوریل انگوری، موبلی (۱۹۷۵)
- اسکوبی‌-دو، ساعت دینوموت (۱۹۷۶)
- کلو کلوب (۱۹۷۶)
- جابرجاو (۱۹۷۶)
- گنج تاگارت (۱۹۷۶)
- فرد فلینتستون و دوستان (۱۹۷۷)
- آل‌استار لَف-اِ-لمپیکس اسکوبی (۱۹۷۷)
- سی‌بی خرس‌ها (۱۹۷۷)
- اسکیت‌بردز (۱۹۷۷)
- ساعت کاملاً جدید اَبَردوستان (۱۹۷۷)
- دختران ساحل (۱۹۷۷)
- ساعت خوش هانا-باربرا (۱۹۷۸)
- دنیای خنده‌دار فرد و بارنی (۱۹۷۸)
- تمام ساعت جدید پاپای (۱۹۷۸)، در ایران: ملوان زبل
- مسابقهٔ فضایی یوگی (۱۹۷۸)
- چالش اَبَردوستان (۱۹۷۸)
- ساعت قدرت گودزیلا (۱۹۷۸)
- نمایش جدید فرد و بارنی (۱۹۷۹)
- فرد و بارنی با تینگ ملاقات می‌کنند (۱۹۷۹)
- گروهبان تی.کی. یوو (۱۹۷۹)
- آمریکا در مقابل جهان (۱۹۷۹)
- کاسپر و فرشتگان (۱۹۷۹)
- شموی جدید (۱۹۷۹)
- اَبَر هارلم گلوبتراترز (۱۹۷۹)
- اسکوبی-دو و اِسکِرَپی-دو (۱۹۷۹)
- بزرگترین اَبَردوستان جهان (۱۹۷۹)
- فرد و بارنی با شمو ملاقات می‌کنند (۱۹۷۹)
- امیگو و دوستان (۱۹۷۹)
- نمایش بی.بی. بیگل (۱۹۸۰)
- اَبَردوستان (۱۹۸۰)
- دریک پک (۱۹۸۰)
- دنیای فوق‌العاده ماجراجویی هانا-باربرا (۱۹۸۰)
- نمایش کمدی فلینتستون (۱۹۸۰)
- فونز و دارودستهٔ روزهای شاد (۱۹۸۰)
- نمایش ریچی ریچ، اسکوبی-دو (۱۹۸۰)
- لاورن و شرلی (۱۹۸۱)
- ستاره‌های فضایی (۱۹۸۱)
- نمایش کوئیکی کوآلا (۱۹۸۱)
- ترولکینز (۱۹۸۱)
- اسمورف‌ها (۱۹۸۱)
- خنده‌دارهای فلینتستون (۱۹۸۲)
- نمایش پک-من، شیطون‌های کوچولو، ريچی ريچ (۱۹۸۲)
- ساعت مورک و میندی، لاورن و شرلی، فونز (۱۹۸۲)
- ساعت اسکوبی-دو و اِسکِرَپی-دو، توله‌سگ (۱۹۸۲)
- جوک‌بوک (۱۹۸۲)
- قصه‌های پیراهن (۱۹۸۲)
- نمایش گری کلمن (۱۹۸۲)
- دوک‌ها (۱۹۸۳)
- نمایش مونچیچی‌ها، شیطون‌های کوچولو، ريچی ريچ (۱۹۸۳)
- ساعت پک-من؛ روبیک، مکعب شگفت‌انگیز (۱۹۸۳)
- نمایش جدید اسکوبی-دو و اِسکِرَپی-دو (۱۹۸۳)
- بیسکیت‌ها (۱۹۸۳)
- لوک خوش‌شانس (۱۹۸۴)
- پیش به‌سوی موزها (۱۹۸۴)
- اِسنورک‌ها (۱۹۸۴)، در ایران: سرزمین دریایی
- خنده‌دارهای اسکوبی ترسناک (۱۹۸۴)
- چالش‌های گوبات‌ها (۱۹۸۴)
- پلنگ صورتی و پسران (۱۹۸۴)
- اَبَردوستان: نمایش اَبَرقدرت‌های افسانه‌ای (۱۹۸۴)
- پاو پاوز (۱۹۸۵)
- شکار گنج یوگی (۱۹۸۵)
- گالتار و نیزهٔ طلایی (۱۹۸۵)
- تیم اَبَرقدرت‌ها: نگهبانان کهکشان (۱۹۸۵)
- سیزده روح اسکوبی-دو (۱۹۸۵)
- خانهٔ سرگرمی مرموز اسکوبی (۱۹۸۵)
- خرس‌های برنستاین (۱۹۸۵)
- سی‌بی‌‌اِس استوری‌بریک (۱۹۸۵)
- دنیای شگفت‌انگیز هانا-باربرا (۱۹۸۵)
- گرگ نوجوان (۱۹۸۶)
- ماجراهای جدید جانی کوئست (۱۹۸۶)
- پوند پاپی‌ها (۱۹۸۶)
- کودکان فلینتستون (۱۹۸۶)
- فوفور (۱۹۸۶)
- وایلدفایر (۱۹۸۶)
- فرماندهان آسمان (۱۹۸۷)
- پاپای و پسر (۱۹۸۷)
- اسکیدادل (۱۹۸۸)
- توله‌سگی به نام اسکوبی-دو (۱۹۸۸)
- ماجراهای ناگوار کاملاً ذهنی اِد گریملی (۱۹۸۸)
- نمایش جدید یوگی خرسه (۱۹۸۸)
- مکس شگفت‌انگیز (۱۹۸۸)
- ماجراهای بیشتر اَبَرتِد (۱۹۸۹)
- خرس پدینگتون (۱۹۸۹)
- ماجراهای عالی بیل و تِد (۱۹۹۰)
- ماجراهای دان کایوت و سانچو پاندا (۱۹۹۰)
- نمایش کودکان تام و جِری (۱۹۹۰)
- وِیک، راتل و رول (۱۹۹۰)
- گریودیل بلند (۱۹۹۰)
- گشت نیمه‌شب: ماجراجویی در منطقهٔ رؤیایی (۱۹۹۰)
- دزدان دریایی آب تیره (۱۹۹۱)
- آهای یوگی! (۱۹۹۱)
- رابین هود جوان (۱۹۹۱)
- پلیس ماهی (۱۹۹۲)
- مخلوقات کاپیتول (۱۹۹۲)
- خانوادهٔ آدامز (۱۹۹۲)
- دروپی، استاد کارآگاه (۱۹۹۳)
- ماجراهای جدید کاپیتان پلنت (۱۹۹۳)
- دو سگ احمق (۱۹۹۳)
- سوات کتز: اسکادران رادیکال (۱۹۹۳)
- نمایش موکسی (۱۹۹۳)
- چه کارتونی! (۱۹۹۵)
- خنگ و خنگ‌تر (۱۹۹۵)
- ماجراهای واقعی جانی کوئست (۱۹۹۶)
- بچه‌های غار (۱۹۹۶)
- و …

فیلم‌های تلویزیونی :
- بازیگوشی کشتی یوگی (۱۹۷۲)
- اُلیور و داجر تردست (۱۹۷۲)
- ماجراهای رابین هودنیک (۱۹۷۲)
- گجت اتصال اشتباهی ایجاد می‌کند (۱۹۷۲)
- بانانا اسپلیتز در پارک هوکوس پوکوس (۱۹۷۲)
- تابیثا و آدام و خانوادهٔ دلقک (۱۹۷۲)
- گمشده در فضا (۱۹۷۳)

فیلم‌های ویدئویی :
- اسکوبی-دو در جزیرهٔ زامبی (۱۹۹۸)
- اسکوبی-دو! و روح جادوگر (۱۹۹۹)
- اسکوبی-دو و مهاجمان بیگانه (۲۰۰۰)
- اسکوبی-دو و تعقیب سایبری (۲۰۰۱)

مجموعه تئاترهای کوتاه :
- لوپی دِ لوپ (۱۹۵۹)

فیلم‌های بلند سینمایی :
- سلام، این یوگی خرسه است! (۱۹۶۴)
- مردی به نام فلینتستون (۱۹۶۶)
- تار شارلوت (۱۹۷۳)، در ایران: دنیای شارلوت
- باکستر! (۱۹۷۳)
- سی.اِچ.اُ.اِم.پی.اِس (۱۹۷۹)
- آهنگ هایدی (۱۹۸۲)
- گوبات‌ها: نبرد اربابان صخره (۱۹۸۶)
- اولترامن: ماجرا آغاز می‌شود (۱۹۸۷)
- جتسون‌ها: فیلم (۱۹۹۰)
- روزی روزگاری جنگل (۱۹۹۳)
- فلینتستون‌ها (۱۹۹۴)
- فلینتستون‌ها در ویوا راک وگاس (۲۰۰۰)

## نگارخانه

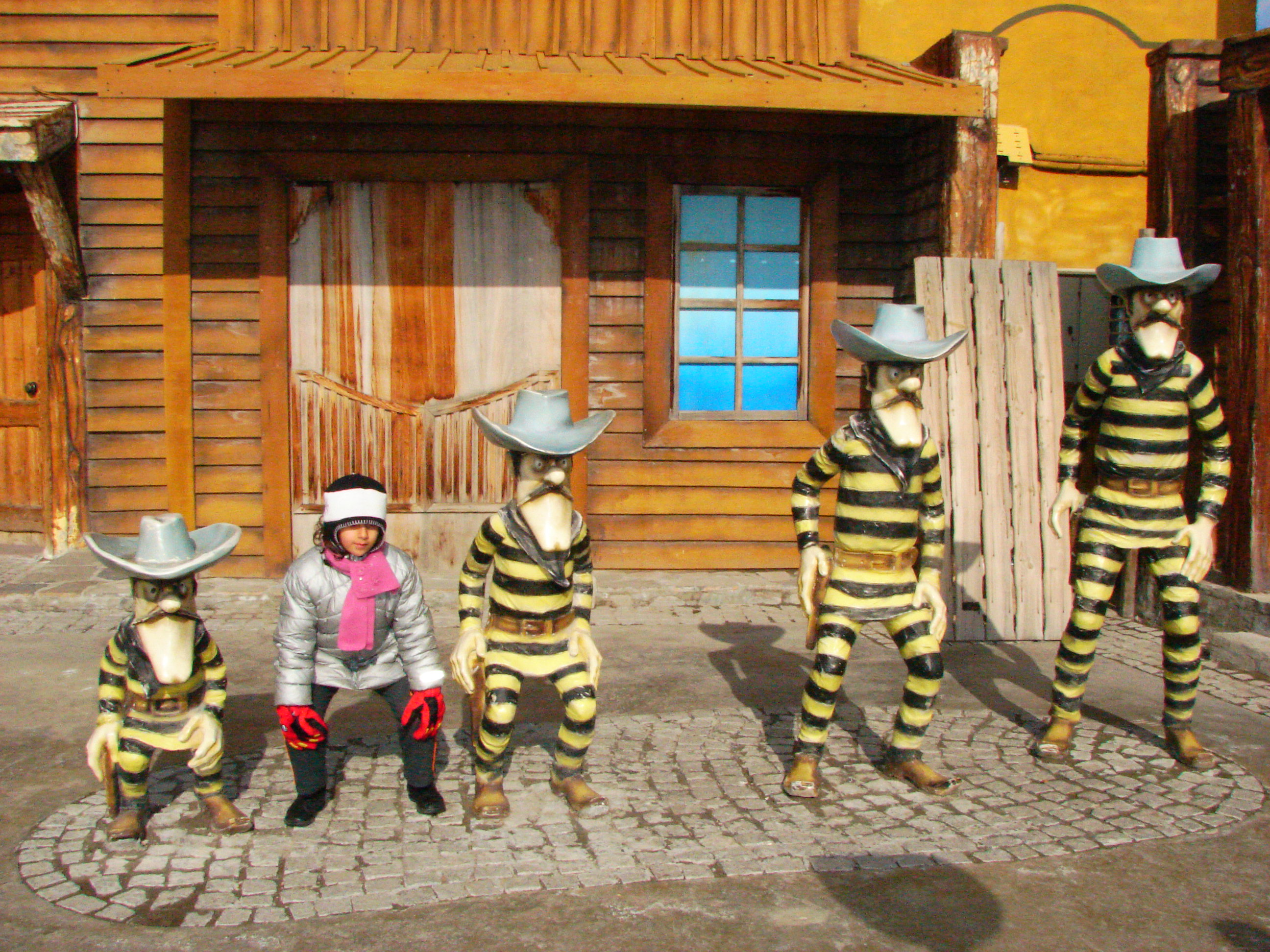
لوک خوش‌شانس
گوریل انگوری
یوگی و دوستان